# Yasushi Hirano
Yasushi Hirano (jap. 平野 和, Hirano Yasushi; geboren 1977 in der Präfektur Tokio) ist ein japanischer Opernsänger der Stimmlage Bassbariton.

## Leben
Hirano studierte bis 1996 an der Nihon-Universität in Tokio, dann an der Universität für Musik und darstellende Kunst Wien, wo er 2007 mit Auszeichnung abschloss. Zu seinen Lehrern zählten Rotraud Hansmann und Robert Holl.
Erste Engagements führten ihn an die Kammeroper Schloss Rheinsberg (Emireno in Händels Ottone) und zu den Salzburger Festspielen 2006 (als Anführer der Jugendbande in der Uraufführung von Henzes Gogo no Eiko). In der Spielzeit 2007/08 war er an der Oper Graz engagiert, 2008 sang er unter Leitung von Nikolaus Harnoncourt die Voce di Nettuno in Mozarts Idomeneo und 2011 den Micha in Smetanas Verkaufter Braut – beide bei der styriarte in Graz. Seit Herbst 2008 ist der Sänger Ensemblemitglied der Volksoper Wien. Dort sang er die Titelrolle in Mozarts Le nozze di Figaro und den Sprecher in dessen Zauberflöte, den Philebos in Zemlinskys König Kandaules, den Kaluna in Abrahams Blume von Hawaii und eine Reihe von Puccini-Partien: den Collie La Bohème, den Mesner in Tosca, Mandarin und Timur in Turandot, Onkel Bonze und Yakusidé in Madama Butterfly sowie den Betto von Signa in Gianni Schicchi. Er war auch in Rossini-, Verdi- und Bizet-Opern im Haus am Gürtel zu sehen und zu hören: als Alidoro und Basilio, als Doktor Grenvil, Sparafucile und Ferrando sowie als Zuniga. Sein Repertoire umfasst auch Opern von Richard Strauss und Benjamin Britten, sowie den Don Fernando in Beethovens Fidelio. 2015 debütierte er bei der Volksopern-Neuproduktion von Mozarts Così fan tutte als Guglielmo.
2010 debütierte er am NNTT seiner Heimatstadt als Geisterbote in der Frau ohne Schatten von Hofmannsthal und Strauss. Dorthin kehrte er 2012 als Leporello in Da Pontes und Mozarts Don Giovanni und 2013 als Re in Verdis Aida zurück. Er sang auch mehrfach bei den Tiroler Festspielen Erl. 2015 folgte sein Debüt bei den Bregenzer Festspielen, als Mandarin in Puccinis Turandot. Er sang diese Rolle auch 2016 in Bregenz und übernahm dort zusätzlich Luciano und den Ersten Totengräber in der Wiederentdeckung Amleto von Franco Faccio.
Neben seinen Opernverpflichtungen ist Yasushi Hirano auch regelmäßig als Konzertsänger zu hören, beispielsweise in Italien, Holland, Serbien, Tschechien, Japan und Deutschland. Gemeinsam mit seiner Frau, der Pianistin Sayuri Hirano, gestaltete er auch eine Reihe von Liederabenden, vor allem mit Werken von Schubert, Schumann und Mahler.